# Chaudefontaine, Marne
Chaudefontaine är en kommun i departementet Marne i regionen Grand Est (tidigare regionen Champagne-Ardenne) i nordöstra Frankrike. Kommunen ligger i kantonen Sainte-Menehould som tillhör arrondissementet Sainte-Menehould. År 2022 hade Chaudefontaine 312 invånare.

## Befolkningsutveckling
Antalet invånare i kommunen Chaudefontaine
| Referens: INSEE |